# الحزب السياسي الإصلاحي
الحزب السياسي الإصلاحي SGP (بالهولندية: Staatkundig Gereformeerde Partij) هو حزب سياسي كالفيني بروتستانتي هولندي.